# Storthocalyx pancheri
Storthocalyx pancheri är en kinesträdsväxtart som beskrevs av Ludwig Radlkofer. Storthocalyx pancheri ingår i släktet Storthocalyx och familjen kinesträdsväxter. Inga underarter finns listade i Catalogue of Life.